# Dmitri Rogozin
Dmitri Olegovici Rogozin (în rusă Дмитрий Олегович Рогозин, n. 21 decembrie 1963, Moscova) este un politician rus, diplomat, doctor în filosofie. Din decembrie 2011 este viceprim-ministru al Rusiei. Din ianuarie 2008 până în decembrie 2011 a fost reprezentant permanent al Federației Ruse la NATO.
La 17 martie 2014, a doua zi după referendumul din Crimeea, Rogozin a devenit una dintre primele 7 persoane din Rusia care au fost sancționate de Statele Unite ale Americii, Canada și Uniunea Europeană, prin interdicția de călătorie în aceste zone, dar și confiscarea tuturor activelor aflate pe teritoriul acestor țări. Prin intermediul unor postări pe Twitter, Rogozin a ironizat sancțiunile declarând că nu are active peste hotare.

## Biografie
Dmitri Olegovici Rogozin s-a născut la Moscova la 21 decembrie 1963 în familia locotenentului general, șef adjunct al Serviciului pentru arme al Ministerului Apărării al URSS, Oleg Konstantinovich Rogozin.

## Controverse

### Transnistria
În cartea sa „Враг народа” („Vrag naroda”, Dușmanul poporului, 2008) relatează că a luptat împotriva poporului moldovean în conflictul de pe Nistru cu arma în mână și-i etichetează deopotrivă fasciști pe români și moldovenii din Republica Moldova, care în 1992 au luptat împreună pe Nistru contra forțelor separatiste susținute de Rusia. În prezent este reprezentantul Rusiei în Transnistria, zonă separatistă susținută de ruși prin ajutoare financiare și forțe militare. Dmitri Rogozin a declarat că Transnistria este o entitate economică și spirituală mândră și de sine stătătoare și independentă.
Fragment: 
„Pentru prima dată am ajuns în zona de conflict la sfârșitul lunii mai a anului 1992. (…) M-am întors la Moscova, pentru a aduna voluntari dornici să participe la acțiunile militare din Transnistria. Pe 23 iunie, m-am întors în stânga Nistrului și deja mă aflam în cadrul detașamentului de voluntari din Rusia și Ucraina, pe traseul Dubăsari-Rîbnița”.
„Detașamentele înarmate de fasciști români și moldoveni au invadat Transnistria în 1992. Acestei cohorte i-au ripostat detașamentele armatei transnistrene: cazaci, garda militară și voluntari.”

#### 2013

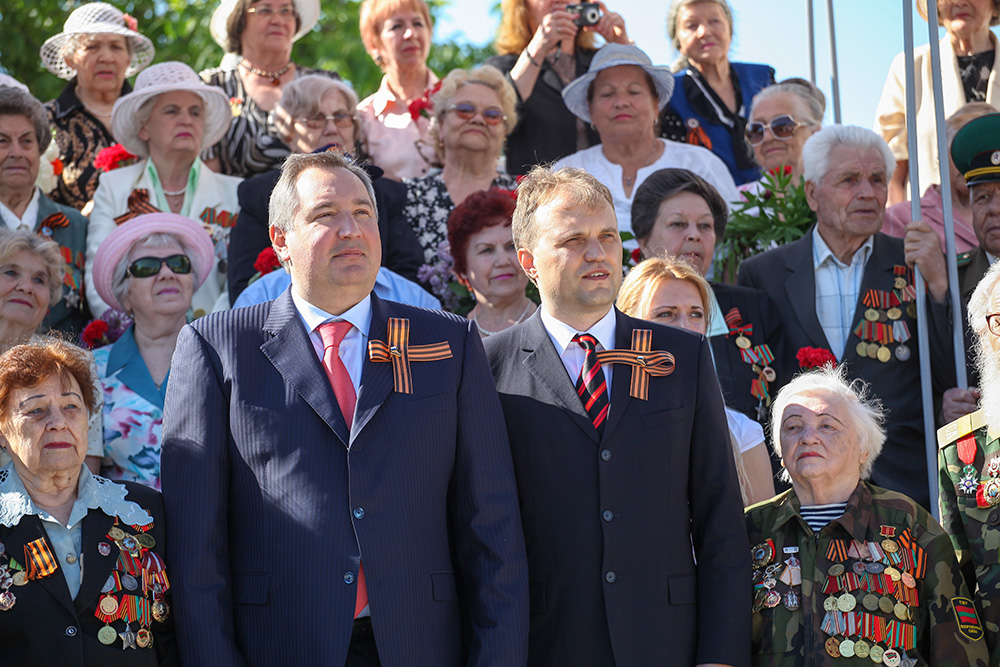
Dmitri Rogozin și Evgheni Șevciuk pe 9 mai 2013, la Tiraspol

Pe 2 septembrie 2013, Rogozin, aflat într-o vizită de lucru la Chișinău, a amenințat indirect Republica Moldova că dacă va parafa Acordul de Asociere cu Uniunea Europeană, ar putea rămâne fără gaz în plină iarnă. De asemenea acesta a atenționat autoritățile moldovene „să nu uite de miile de emigranți moldoveni din Rusia”.
Pe 13 noiembrie 2013, aflat într-o vizită oficială la Bruxelles, Rogozin a declarat: "…asocierea Republicii Moldova cu UE fără consultarea Transnistriei, în mod sigur, va duce la o slăbire a statalității moldovenești și la "dezghețarea" conflictului transnistrean”.
Drept urmare, pe 27 noiembrie 2013, fracțiunea Partidului Liberal în Parlamentul Republicii Moldova, prin persoana deputatului Valeriu Munteanu a înaintat un demers oficial către Ministrul Afacerilor Externe și Integrării Europene al RM, Natalia Gherman, cu privire la declararea domnului Rogozin drept persona non grata în Republica Moldova. Cerința demersului însă nu a fost satisfăcută.

#### 2014
În data de 9 mai 2014 a plecat într-o vizită în Transnistria pentru a „sărbători împreună cu poporul transnistrean Ziua Victoriei de 9 mai”, ignorând astfel autoritățile de la Chișinău care anterior i-au recomandat să se abțină de la asta. Pe 10 mai 2014, când urma să se întoarcă în Rusia, Ucraina i-a interzis survolarea spațiului său aerian. Neținând cont de interdicție, avionul lui Rogozin a decolat încercând să treacă prin spațiul aerian al Ucrainei, însă avionul său a fost interceptat de către MiGuri ucrainene și a fost întors din drum înapoi la Chișinău. De asemenea, nici România nu i-a permis să intre în spațiul său aerian, astfel acest a fost nevoit să ia o cursă de linie spre Moscova. În replică, Rogozin a anunțat pe contul său de Twitter că data viitoare când va veni în România, va fi la bordul unui Tu-160 (avion bombardier).
De asemenea a mai declarat: „Domnilor din România, în curând vă vom explica totul - cine sunteți și ce credem despre voi”.
Ministerul Afacerilor Externe din România a calificat drept o „declarație foarte gravă” amenințarea vicepremierului rus cu folosirea unui bombardier strategic rus în condițiile în care România și-ar fi închis spațiul aerian pentru avionul său și a cerut explicații oficiale din partea Federației Ruse.
„Ministerul Afacerilor Externe apreciază că amenințarea cu folosirea unui bombardier strategic rus, de către un vicepremier rus, reprezintă o declarație foarte gravă, în actualul context regional, în care Federația Rusă a încălcat suveranitatea și integritatea teritorială a Ucrainei, iar forțe separatiste proruse violează grav ordinea publică din statul vecin.
În acest context, Ministerul Afacerilor Externe din România solicită autorităților de la Moscova, ministerului rus de Externe, să precizeze public dacă afirmațiile citate ale vicepremierului Rogozin reprezintă poziția oficială a Guvernului Federației Ruse față de România ca stat membru UE și NATO.”

### Sancțiuni diplomatice în urma crizei din Crimeea
Pe 17 martie 2014, a doua zi după referendumul din Crimeea, Rogozin a devenit unul dintre persoanele sancționate în timpul crizei din Ucraina de către președintele american Barack Obama. Sancțiunile impuse au înghețat activele lui Rogozin din SUA și i s-a interzis intrarea pe teriotoriul statului american.

## Aprecieri
Editorialistul Constantin Tănase despre Dmitri Rogozin:
„... Rogozin este un bandit, un criminal de război care în războiul de pe Nistru din 1992 a luptat cu arma în mână împotriva noastră. A tras și a omorât... Azi, acest Rogozin vine la Chișinău, ca înaltă persoană oficială și va fi întâlnită de înalte persoane oficiale. Cu onorurile de rigoare. Un ticălos în rang oficial va fi întâlnit de alți ticăloși în rang oficial... ”